# محمد علي براند
محمد علي براند أو بيراند (بالتركية: Mehmet Ali Birand)‏ (إسطنبول، 9 ديسمبر 1941 – إسطنبول 17 يناير 2013) صحفي وكاتب ومعلق سياسي ليبرالي تركي.

## سيرته
ولد في منطقة بايوغلو في القسم الأوروبي من إسطنبول، والده عزت ووالدته ميرفت. أتم دراسته الثانوية في ثانوية غالاتاساراي. اكتشف أصول أمه الكردية في نوفمبر 2012 بعد أن اعتقد طول عمره أنه تركي.

### مسيرته المهنية
بدأ العمل الصحفي في سنة 1964 في جريدة ملليت حتى سنة 1992 حين انتقل إلى قناة شو تي في حيث كان يقدم الأخبار. بدأ برنامجاً سياسياً اسمه «اليوم الثاني والثلاثين» على قناة TRT في سنة 1985 ثم انتقلت إلى قنوات خاصة مثل سي إن إن تورك وShow TV. كما قدم الأخبار في سي إن إن تورك، ثم ترأس قناة دا وبقي يقدم الأخبار فيها حتى وفاته.

### وفاته
توفي عن عمر 71 سنة في المستشفى الأمريكي في إسطنبول في 17 يناير 2013 بسبب مضاعفات بعد الجراحة على الطرق الصفراوية، حيث أصيب بقصور قلب. شارك في جنازته رئيس تركيا عبد الله غول ورئيس مجلس الأمة وعدد من الوزراء ورؤساء الأحزاب والصحفيين وحشود من محبيه.

## الجرائد التي عمل فيها
- 1964–1992: ملليت
- 1992–1998: صباح [الإنجليزية]
- 1999–2013: بوسطة [الإنجليزية]
- 2001–2013: حريت [الإنجليزية]
- 2001–2011: ملليت.

## أعماله
نشر عدداً من الكتب تتناول رؤيته للسياسة التركية، وترجم بعضها إلى الإنكليزية والألمانية واليونانية.

## روابط خارجية
- محمد علي براند على موقع IMDb (الإنجليزية)
- محمد علي براند على موقع كينوبويسك (الروسية)